# Erich Peter

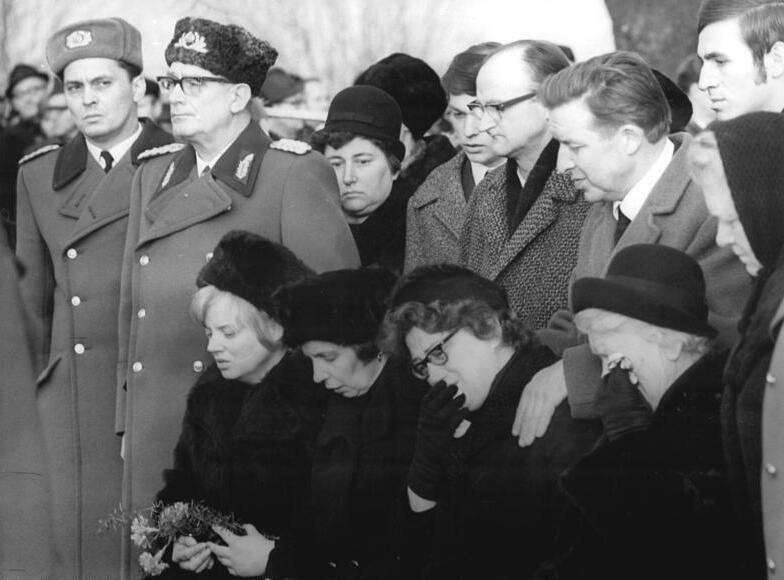
Erich Peter, zweiter von links, 1972 bei der Beisetzung Lutz Meiers in Ahlsdorf

Erich Willy Peter (* 17. Juli 1919 in Salza bei Nordhausen; † 11. Oktober 1987 in Bad Saarow) war Generaloberst in der Nationalen Volksarmee und langjähriger Chef der Grenztruppen der DDR.

## Leben
Peter war der Sohn eines Schmiedes. Er erlernte von 1933 bis 1936 den Beruf eines Schlossers. Nach dem Reichsarbeitsdienst von 1937 bis 1938 arbeitete Peter bis zum Beginn des Zweiten Weltkrieges in dem erlernten Beruf. Von 1939 bis 1945 diente er in der Panzertruppe der deutschen Wehrmacht. Als Unteroffizier ging Peter 1945 in amerikanische Kriegsgefangenschaft.
Von 1945 bis 1946 arbeitete Peter wieder als Schlosser. In dieser Zeit trat er der KPD bei und nach der Zwangsvereinigung von SPD und KPD zur SED wurde er Mitglied der SED. Peter diente in Nordhausen von 1946 bis 1949 in verschiedenen Dienststellungen bei der dortigen Volkspolizei. Nach einem Sonderlehrgang in der Sowjetunion, in dem die spätere Führungselite der DDR-Streitkräfte geschult wurde, diente Peter von 1950 bis 1956 wieder in der Volkspolizei und in der Kasernierten Volkspolizei (KVP). Nach dem Abschluss des Studiums an der Militärakademie des Generalstabes der Streitkräfte der UdSSR „K. J. Woroschilow“ in Moskau von 1957 bis 1959 war Peter Kommandeur der 9. Panzerdivision in Eggesin. Danach wurde er 1960 Chef der Deutschen Grenzpolizei und nach deren Umbenennung Chef der Grenztruppen (Nachfolger von Paul Ludwig). Diese Dienststellung bekleidete er bis zu seinem Ausscheiden am 14. Juli 1979. Peter wurde am 7. Oktober 1963 zum Generalmajor ernannt und am 26. September 1969 zum Generalleutnant befördert.
1972 erfolgte die formelle Ausgliederung der Grenztruppen aus der NVA. Damit änderte sich die Bezeichnung von Peters’ Dienststellung. Er war nunmehr Stellvertreter des Ministers für Nationale Verteidigung und Chef der Grenztruppen (Nachfolger: Klaus-Dieter Baumgarten). Nach seiner Beförderung zum Generaloberst am 14. Juli 1979 war Peter einer von elf Generalen, die diesen Rang erreichten.

## Ehrungen in der DDR
- 1976: Ehrenbürgerschaft der Stadt Nordhausen, 1990 aberkannt
- 1979: Karl-Marx-Orden (höchster staatlicher Orden der DDR)
- 1976: Vaterländischer Verdienstorden in Gold
- 1974: Scharnhorst-Orden
- In Nordhausen trug von 1989 bis 1990 die heutige Gottfried-Erich-Rosenthal-Straße den Namen Erich-Peter-Straße.[1][2][3]

## Veröffentlichungen
- 30 Jahre zuverlässige Sicherung der Staatsgrenze der Deutschen Demokratischen Republik. In: Militärwesen, 20. Jg. (1976), Heft 12, S. 3ff.